# Siemens Mireo
Der Mireo ist eine von Siemens Mobility entwickelte Fahrzeugplattform elektrischer Triebzüge für den Schienenpersonennahverkehr. Er ist der Nachfolger des Desiro ML. Es existieren verschiedene Varianten mit unterschiedlichen Wagenanzahlen und Einstiegshöhen. Siemens hat zusätzlich zur Standardversion zwei Varianten mit Stromversorgung aus dem Fahrzeug selbst für den Betrieb auf nicht elektrifizierten Strecken entwickelt, die den Fahrstrom aus Batterien als Akkumulatortriebwagen (Mireo Plus B) beziehungsweise aus Brennstoffzellen mit Wasserstoff (Mireo Plus H) beziehen.
Im deutschen Fahrzeugeinstellungsregister tragen die Triebzüge die Baureihennummern 0463, 1463, 2463, 0563, 2564 sowie 3464 für den Mireo Smart.

## Geschichte
Der Name und erste technische Daten des Mireo wurden Ende Juni 2016 veröffentlicht. Siemens stellte die Bauart erstmals virtuell auf der Fachmesse InnoTrans im September 2016 der Öffentlichkeit vor. Der erste Auftrag über 24 Triebzüge dieser Zugplattform erfolgte im Februar 2017 aus Baden-Württemberg für den Einsatz im Netz Rheintal durch DB Regio.
Die Triebzüge werden im Siemens-Werk Krefeld gefertigt.
Anfang Juni 2018 begann die Endmontage des ersten Zuges. Am 1. Oktober 2018 begann die Inbetriebsetzung des ersten Fahrzeuges. Im Dezember 2018 begann die Inbetriebsetzung des ersten von acht Vorserienzügen.
Die Triebzüge wurden planmäßig zugelassen und gingen ab dem 14. Juni 2020 sukzessive in Betrieb.
Ende 2020 waren über 180 Einheiten bestellt, davon 132 Einheiten bereits bis Frühjahr 2020.
Anfang November 2020 stellte Siemens Mobility die dreiteilige Variante Mireo Smart vor, die vorkonfiguriert kostengünstig angeboten und innerhalb von maximal 18 Monaten geliefert werden soll. Ein dreiteiliger Zug bietet 214 Sitzplätze, 21 Fahrradstellplätze, zwei Rollstuhlplätze, Zug-Land-Kommunikation, Klimaanlage, Internet an Bord, Fahrgastinformation, große TFT-Monitore im Einstiegsbereich und Sicherheitsüberwachung. Die 160 km/h schnellen Triebzüge erreichen eine Anfahrbeschleunigung von 0,96 m/s². Im November 2023 stellte Siemens den ersten fertiggestellten Triebzug des Mireo Smart vor, der für Tests im Prüfcenter Wegberg-Wildenrath produziert wurde und gab bekannt, auch die Varianten für Betrieb ohne Fahrleitung jeweils in einer zweiteiligen vorkonfigurierten Ausführung als Mireo Smart anzubieten. Im Februar 2024 lag eine Zulassung für Deutschland vor.

## Technik

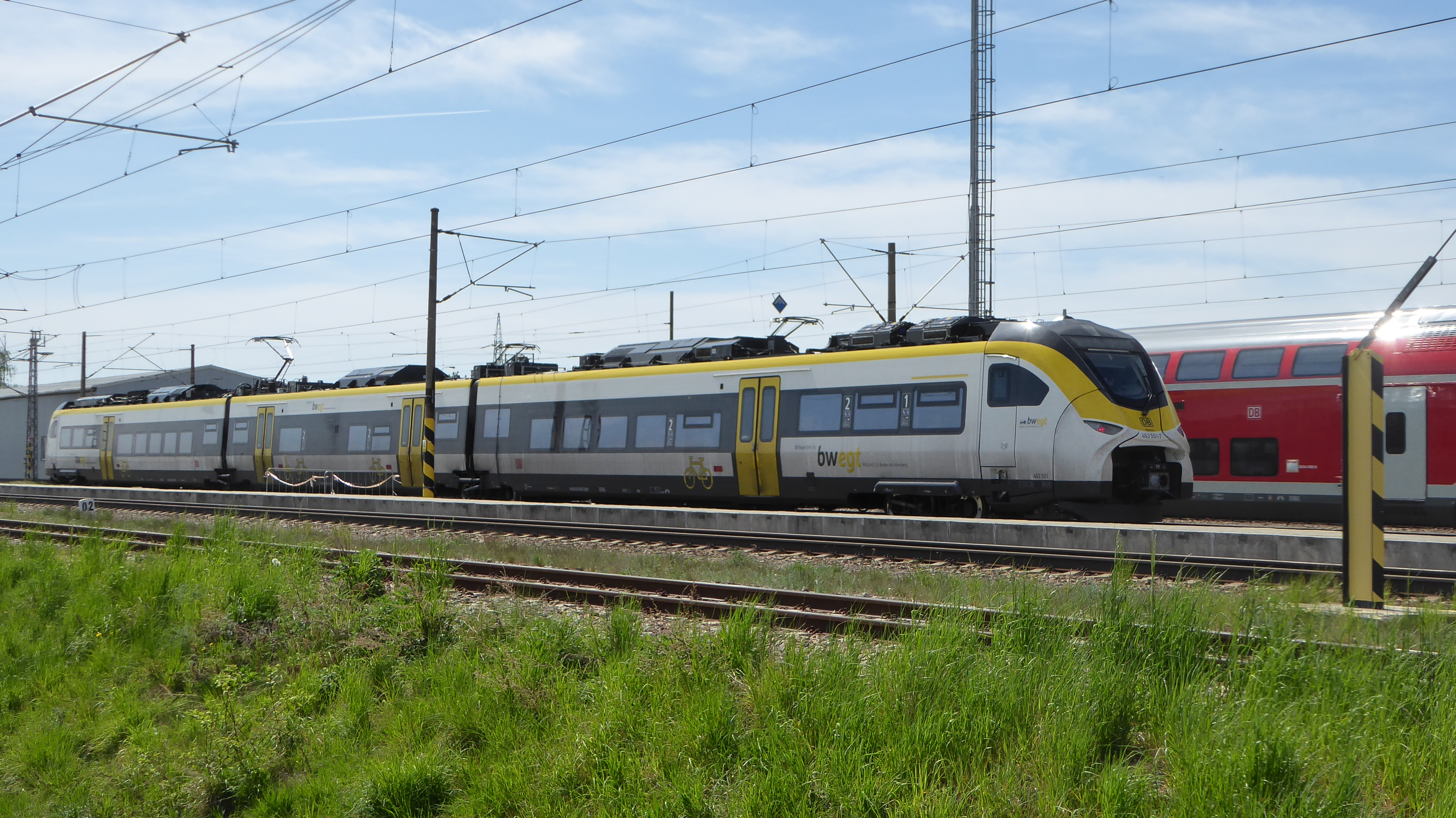
Mireo auf dem Eisenbahnversuchsring Velim

### Grundlegende Merkmale
Die Triebzüge werden nur mit elektrischem Antrieb angeboten. Die Fahrzeugplattform ist mit Jakobs-Drehgestellen und Einzeldrehgestellen, ähnlich wie bei den ICE 4 mit innengelagerten Radsätzen lieferbar. Die Wagenkästen werden in Aluminium-Integralbauweise hergestellt. Die Zahl der Einzelwagen, aus denen ein Triebzug gebildet wird, kann je nach Konfiguration zwischen zwei und sieben variiert werden. Jeder Mireo-Endwagen hat eine Länge von 26 m, die Mittelwagen sind 19 m lang. Es werden Versionen für Bahnsteighöhen von 550, 760 und 960 mm angeboten. Die Zahl der Triebdrehgestelle kann variiert werden, wodurch sich unterschiedliche Werte für die Anfahrbeschleunigung ergeben. Bei der Konfiguration Eco sind bei einer vierteiligen Einheit nur die Enddrehgestelle Triebdrehgestelle, daraus resultiert eine Höchstgeschwindigkeit von 140 km/h und eine Beschleunigung von 0,65 m/s². In der Konfiguration Speedy werden dagegen vier von fünf Drehgestellen angetrieben, die Beschleunigung steigt auf 1,2 m/s². Die Höchstgeschwindigkeit dieser Einheiten liegt dann bei 160 km/h. Nach Angaben von Siemens wurden bei der Konstruktion der Triebzüge die Traktionsstromrichter und elektrodynamische Bremse optimiert.
Die Ausstattung mit Fahrgastinformationssystemen, WLAN im Fahrgastraum, einem Entertainment-System oder Werbebildschirmen ist möglich. Die Gestaltung des Innenraums kann von den Verkehrsunternehmen frei konfiguriert werden.

### Varianten für Betrieb ohne Oberleitung

#### Mireo Plus B
Im März 2020 erhielt Siemens Mobility den ersten Auftrag für eine zweiteilige Variante, die ihren Fahrstrom sowohl aus einer Batterie als auch aus der Fahrleitung erhält (Mireo Plus B). Die Batterie kann im Stand und während der Fahrt aus der Fahrleitung geladen werden. Die Reichweite eines Mireo Plus B im Batteriebetrieb wird mit 80 bis 120 Kilometern angegeben. Der erste Fahrgasteinsatz startete am 8. April 2024 im Netz Ortenau.
Zum Einsatz kommen Lithiumtitanat-Akkumulatoren (LTO) von Toshiba. Diese haben eine hohe Zyklenfestigkeit auch bei hohen Ladeströmen, wie sie beim Bremsen und Anfahren auftreten – bei einer Laderate von 10C garantiert der Hersteller seit 2019 mindestens 15.000 Ladezyklen und seit 2022 mindestens 40.000 Ladezyklen.

#### Mireo Plus H
Gemeinsam mit dem kanadischen Unternehmen Ballard Power Systems hat Siemens eine Mireo-Variante entwickelt, die den benötigten Strom mit Hilfe eines Brennstoffzellensystems aus Wasserstoff erzeugt (Mireo Plus H). Eine Brennstoffzelle mit einer Nennleistung von 200 kW soll dabei eine Geschwindigkeit von 160 km/h ermöglichen. Der Zug wurde Anfang Mai 2022 in Krefeld der Öffentlichkeit vorgestellt.
Zur Wasserstoffspeicherung werden Drucktanks vom Typ IV (Kohlefaser-Behälter mit einem innenliegenden Liner aus Kunststoff wie Polyamid- oder Polyethylen) verwendet. Das Pilotprojekt H2goesRail arbeitet dabei mit Sattelaufliegern zum Speichern (Kapazität: 950 kg Wasserstoff bei 300 bar) und Betanken (Kapazität: 190 kg Wasserstoff bei 500 bar). Die Deutsche Bahn testet im Pilotprojekt die Wasserstoffherstellung durch lokale Elektrolyse aus dem Bahnstromnetz. Die Züge der Niederbarnimer Eisenbahn (NEB) erhalten den Wasserstoff dagegen teils direkt aus Anlieferungen.

### Mireo City
Ein Variante für S-Bahnen mit der Beförderung einer großen Zahl von Fahrgästen im inner- und außerstädtischen Raum wurde durch Siemens als Mireo City vermarktet und ordnete die geplanten Neufahrzeuge für die S-Bahn München entsprechend ein.

## Einsatz

### Netz Rheintal

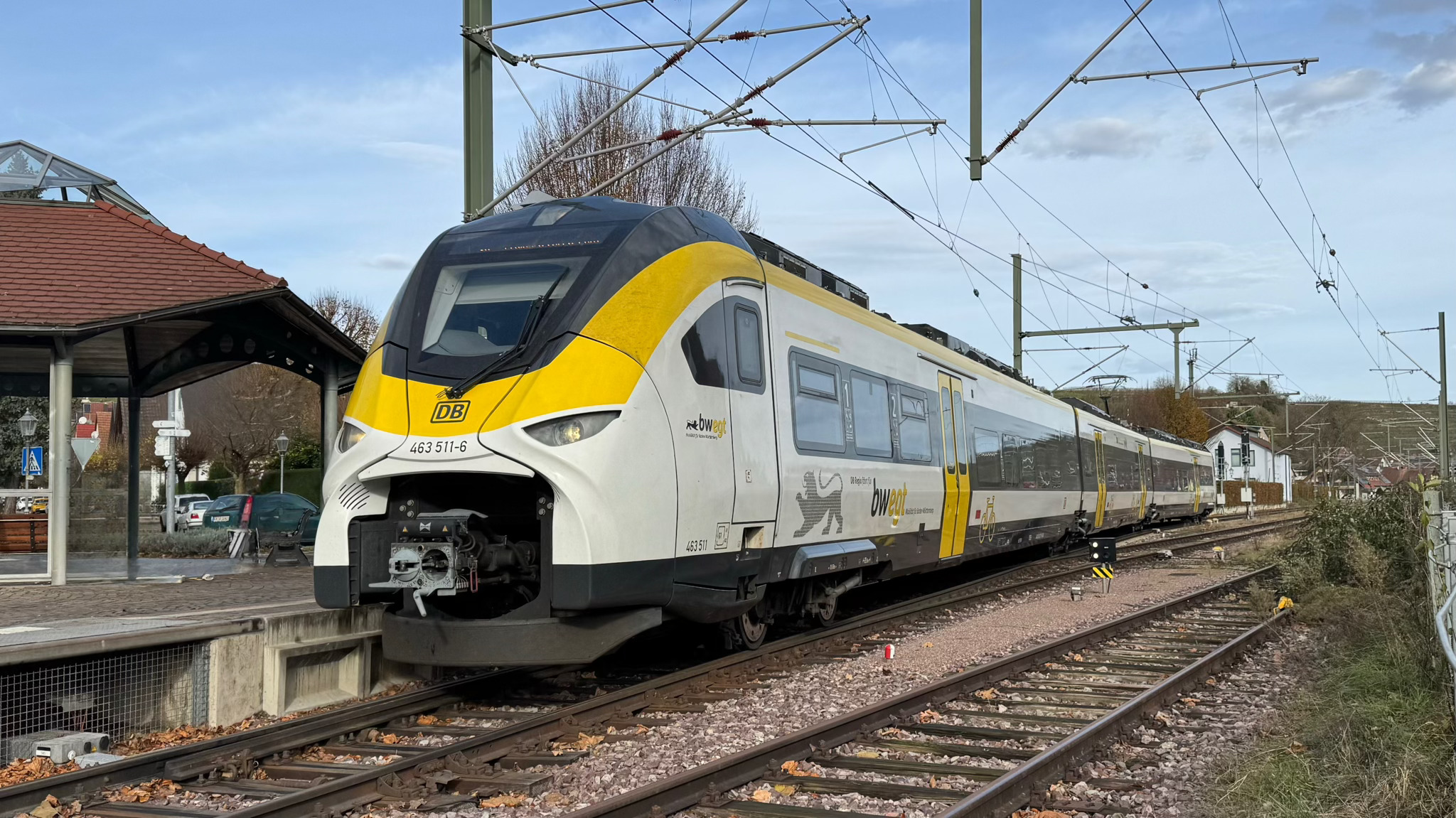
Siemens Mireo auf der Kaiserstuhlbahn Netz 9a Breisgau S-Bahn

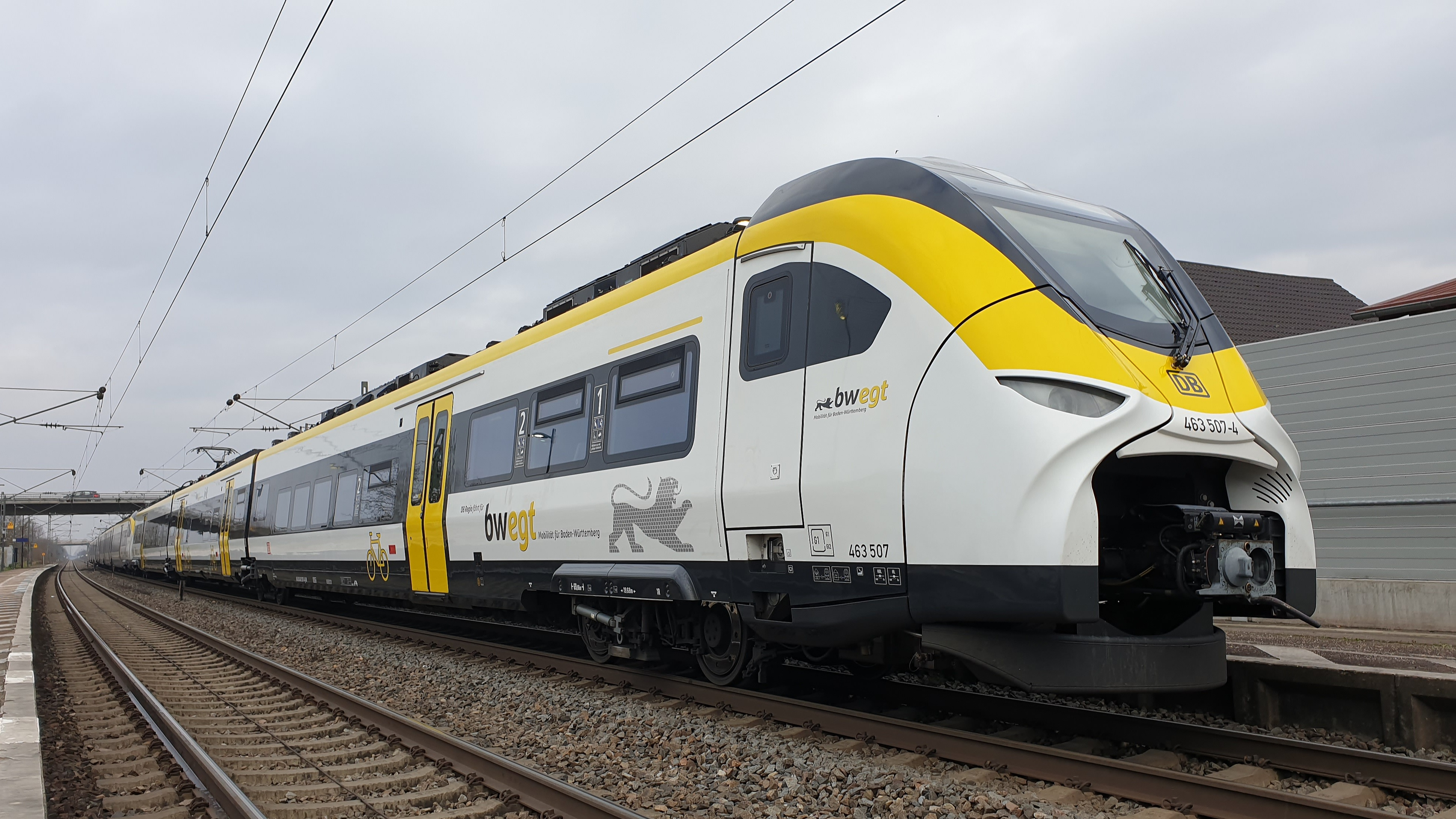
Siemens Mireo DB Regio Baden-Württemberg Netz 4 Netz Rheintal

Seit dem 14. Juni 2020 sind insgesamt 24 dreiteilige Triebzüge vom Typ Mireo für DB Regio zwischen Offenburg und Basel bzw. Neuenburg als Regionalbahn unterwegs. Diese Linie ist ein Teil des Netzes „Rheintal“, das vom Land Baden-Württemberg ausgeschrieben wurde. Zudem waren sie bis Dezember 2024 sonn- und feiertags auf dem Linienbündel Freiburg – Breisach am Rhein / Endingen am Kaiserstuhl unterwegs, da die normalerweise verkehrenden Züge der Baureihe 1440 alle auf der Höllentalbahn unterwegs waren. Seit dem 1. November 2020 werden die 24 Einheiten eingesetzt. Drei weitere nachbestellte Fahrzeuge wurden im Frühjahr 2021 in Dienst gestellt.
Die Züge sind im Landesdesign der Nahverkehrsgesellschaft Baden-Württemberg in gelb-weiß-schwarz lackiert und verfügen über 220 Sitzplätze. Außerdem haben sie einen Mehrzweckbereich mit Platz für 27 Fahrräder.
Die über Kupplung 69,860 m langen und 120 t schweren Triebzüge erreichen 160 km/h bei einer Leistung von 2600 kW und einer Anfahrbeschleunigung von 0,96 m/s² (bis 72 km/h). Die Einstiegshöhe liegt bei 600 mm.

### S-Bahn Rhein-Neckar

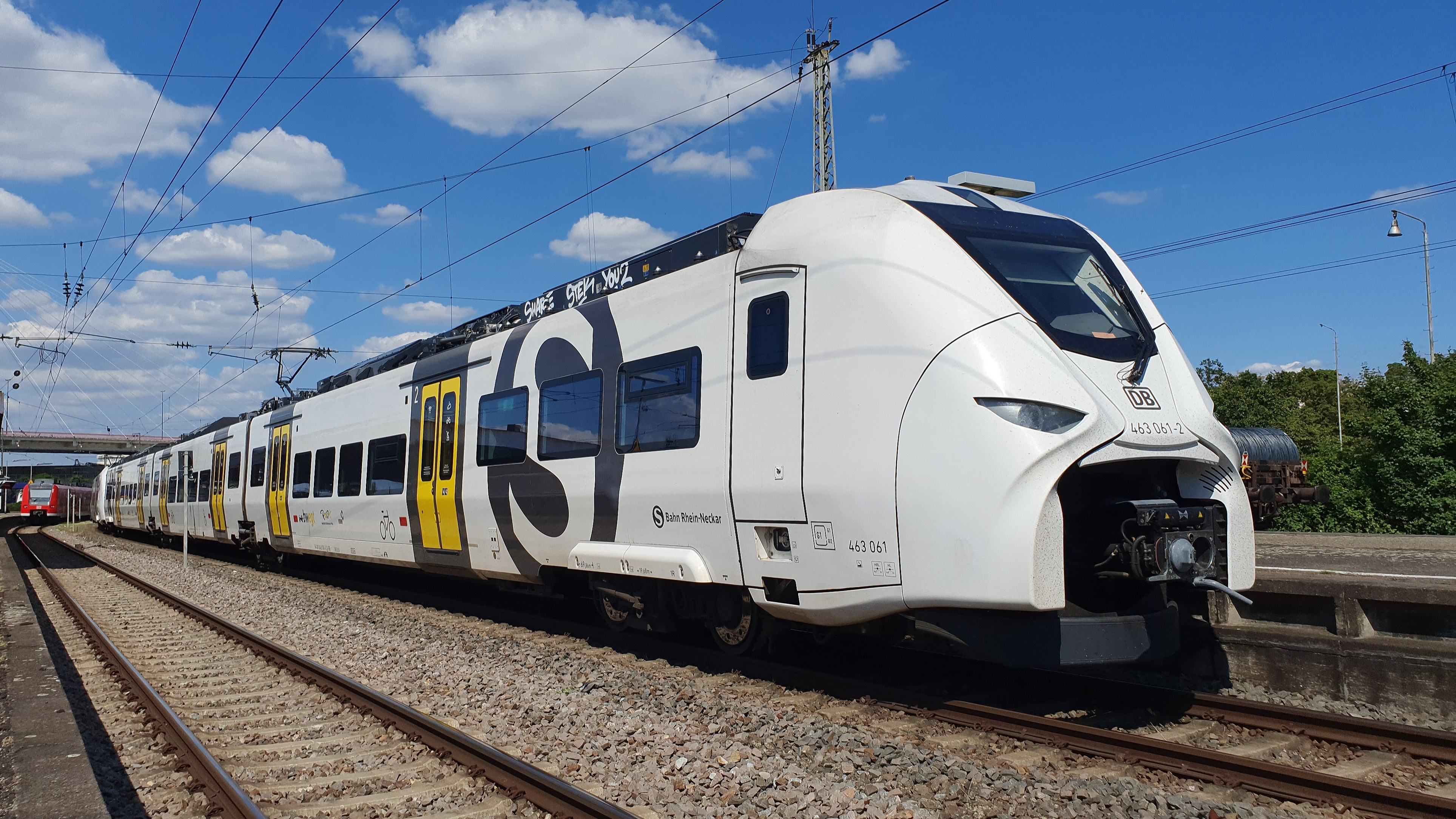
Siemens Mireo S-Bahn Rhein-Neckar

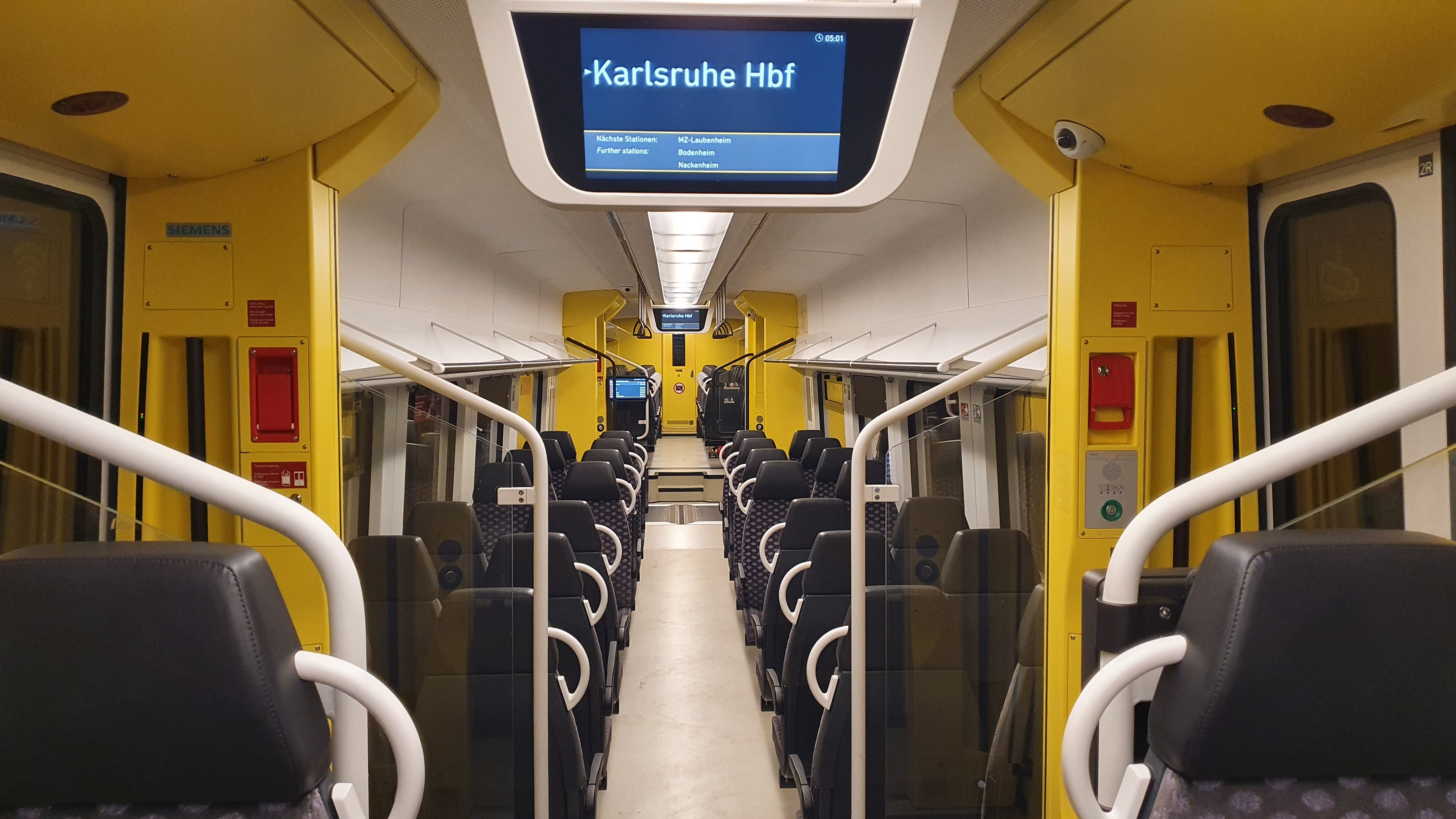
Fahrgastraum Mireo S-Bahn Rhein-Neckar

Im Zuge der Erweiterung der S-Bahn Rhein-Neckar auf den Strecken zwischen Mannheim, Eppingen, Karlsruhe und Aglasterhausen, an der Bergstraße und nach Mainz setzt die DB Regio seit 13. Dezember 2020 stufenweise insgesamt 57 Neufahrzeuge vom Typ Mireo ein. Zum Fahrplanwechsel im Dezember 2020 waren 38 Triebzüge ausgeliefert. Zuvor fand bereits seit 14. September 2020 ein mehrstufiger Probebetrieb im Fahrgastbetrieb statt. Die restlichen 19 Triebzüge wurden im Jahr 2021 geliefert und werden seit Dezember 2021 planmäßig auf dem Linienteil zwischen Mannheim und Mainz eingesetzt.
Die Einheiten gehen ins Eigentum einer Landesgesellschaft der Aufgabenträger über und werden während der 14-jährigen Laufzeit des Verkehrsvertrags an DB Regio Mitte verpachtet. Das Außendesign der Fahrzeuge integriert bestehende Designelemente der Länder Rheinland-Pfalz und Baden-Württemberg und ergänzt sie mit einem fahrzeughohen S-Bahn-Symbol.
Die Einheiten weisen pro Seite sechs doppelflüglige Schwenkschiebetüren mit einer Einstiegshöhe von 800 mm mit Schiebetritten auf 770 mm auf und sind mit Fahrgast-WLAN ausgestattet. Sie bieten acht Sitzplätze in der ersten Klasse, in der zweiten Klasse 152 Festsitze mit Armlehnen und je einer Steckdose für zwei Sitze sowie 40 Klappsitze. Mit Stehplätzen bieten sie eine Kapazität von etwa 454 Fahrgästen. Mit bis zu sechs Fahrrädern in den fünf Mehrzweckbereichen können in einem Triebzug 26 Fahrräder mitgenommen werden. Die optische Fahrgastinformation erfolgt über sechs doppelseitige Flachbildschirmdeckengondeln sowie Flachbildschirme in den Einstiegsbereichen. Im Fahrgastraum erfolgt wie schon in den modernisierten Triebzügen der Baureihe 425 eine Videoüberwachung, deren Aufzeichnungen 72 Stunden lang gespeichert werden. Die Antriebsleistung beträgt bis zu 2600 kW. Die Triebzüge kosten zusammen etwa 340 Mio. Euro.

### Mittelrheinbahn

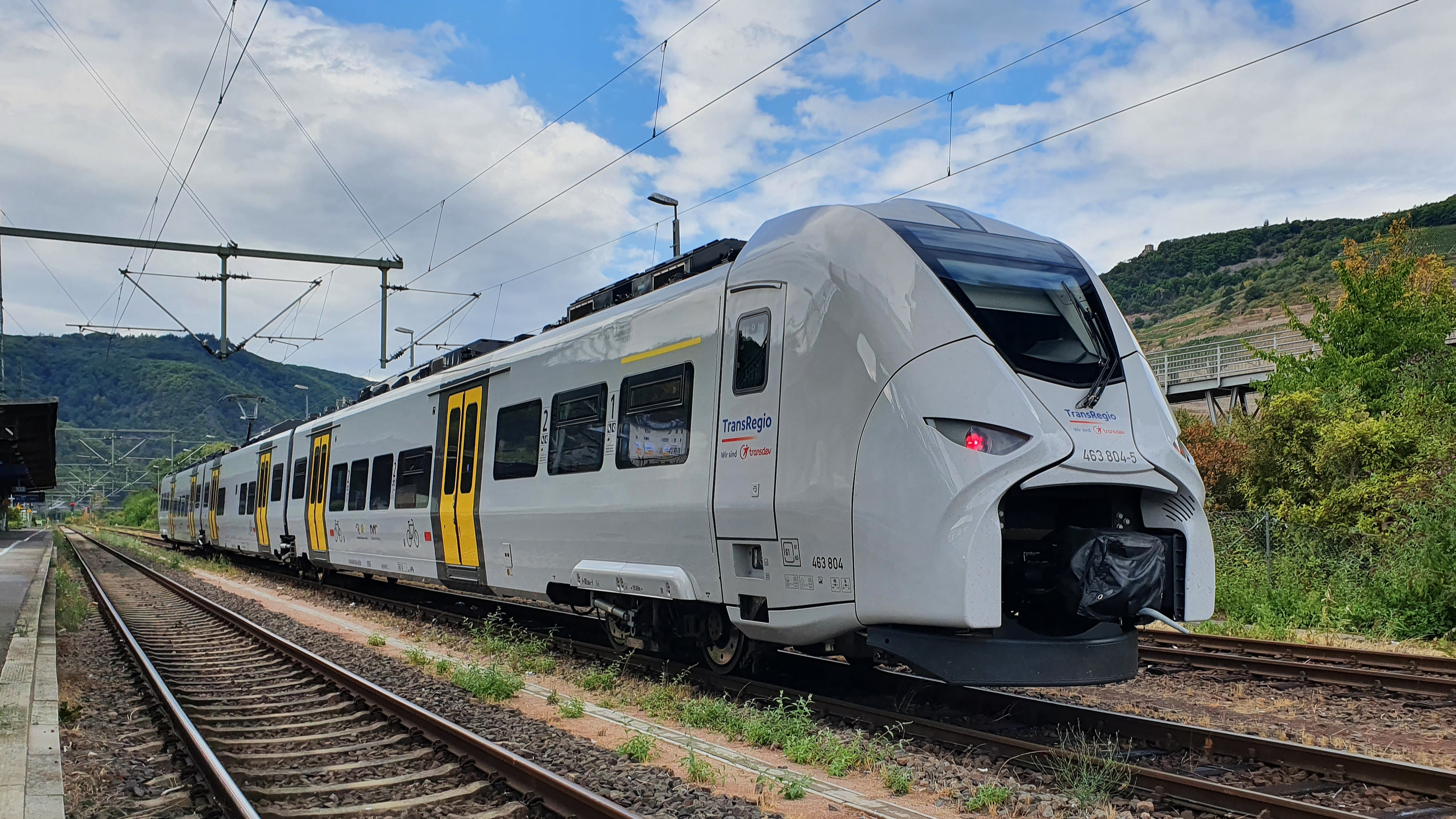
Siemens Mireo Mittelrheinbahn

Um auf dem stärker frequentierten Streckenabschnitt der Mittelrheinbahn zwischen Köln und Remagen längere Züge aus den vorhandenen Triebzügen des Typs Desiro Mainline in Dreifachtraktion bilden zu können, werden über das Leasingunternehmen Alpha Trains sechs Mireo-Triebzüge beschafft. Sie wurden seit Ende 2019 in Krefeld gebaut und sind seit Dezember 2020 vom Eisenbahnverkehrsunternehmen TransRegio Deutsche Regionalbahn auf dem Streckenabschnitt zwischen Mainz und Bingen im Einsatz. Der Verkehrsvertrag läuft bis Dezember 2023 und wurde bis 2033 verlängert. Zudem sollen die Fahrzeuge ab Dezember 2025 auch auf der Ahrtalbahn eingesetzt werden.
Die Triebzüge sind nahezu baugleich mit der Version für die S-Bahn Rhein-Neckar. Wegen unterschiedlicher Bahnsteighöhen an der Strecke erhalten alle Einstiege zwei übereinanderliegende Schiebetritte. Die Neufahrzeuge sind nicht in Mehrfachtraktion mit den zuvor eingesetzten Fahrzeugen einsetzbar.

### Augsburger Netze

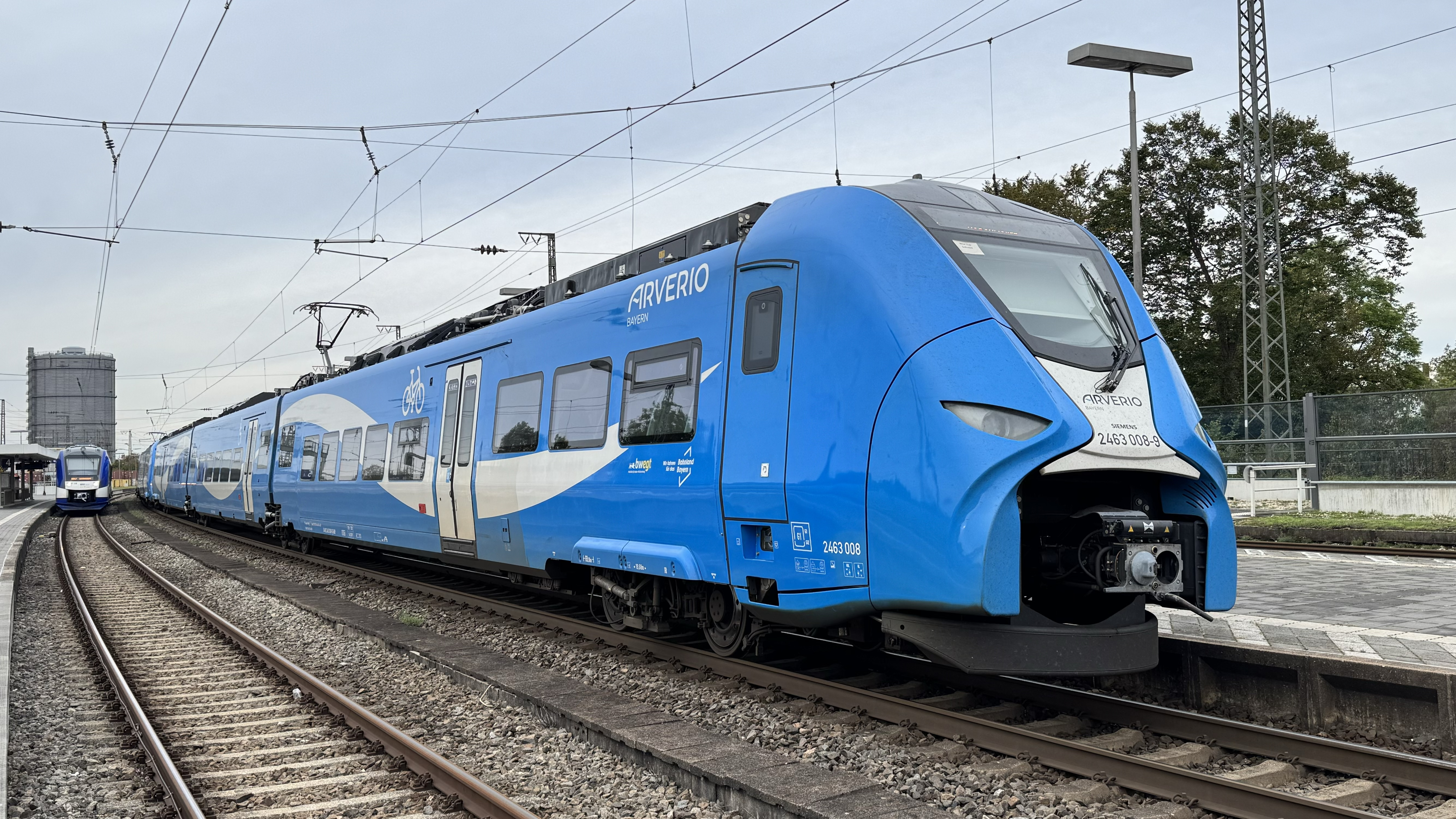
Siemens Mireo Arverio

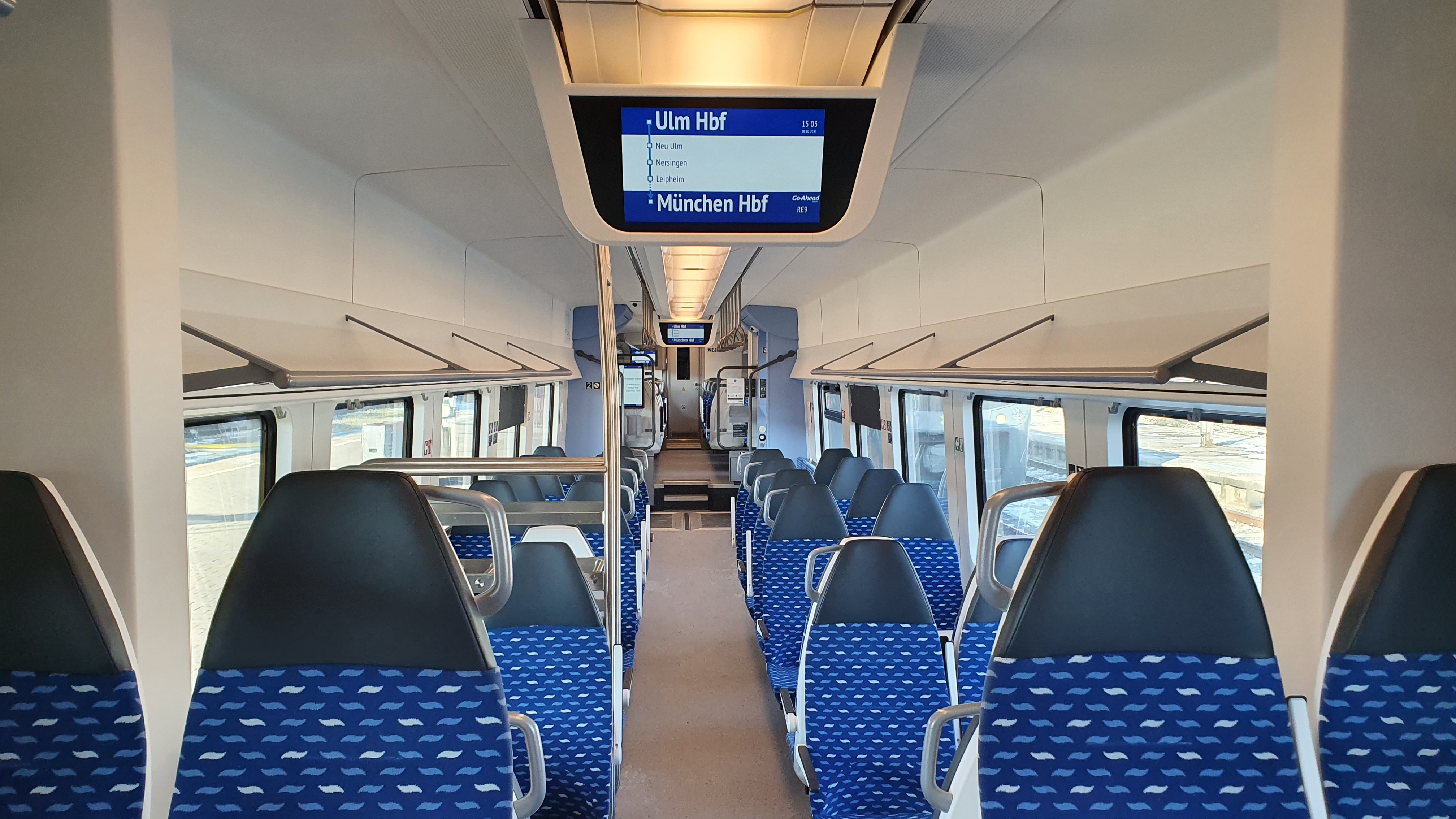
Fahrgastraum Mireo Arverio

Für die Verkehre der Augsburger Netze (Los 1) hat Go Ahead Deutschland (jetzt: Arverio Deutschland) zwölf fünfteilige Desiro HC und 44 dreiteilige Mireo bestellt. Der Auftragswert betrug rund 400 Millionen Euro. Der Fahrgastbetrieb wurde zum Fahrplanwechsel im Dezember 2022 aufgenommen. Die Mireo-Triebzüge bieten 216 Sitzplätze und 18 Fahrradplätze an.
Mitte Dezember 2022 kam es zu Problemen mit den neuen Fahrzeugen bei Eisregen. Unter anderem funktionierten die Stromabnehmer bei vereisten Oberleitungen nicht richtig, was zusammen mit weiteren Problemen dazu führte, dass zeitweise nur die Hälfte des gesamten Fuhrparks einsatzfähig war.

### Ortenau-Netz

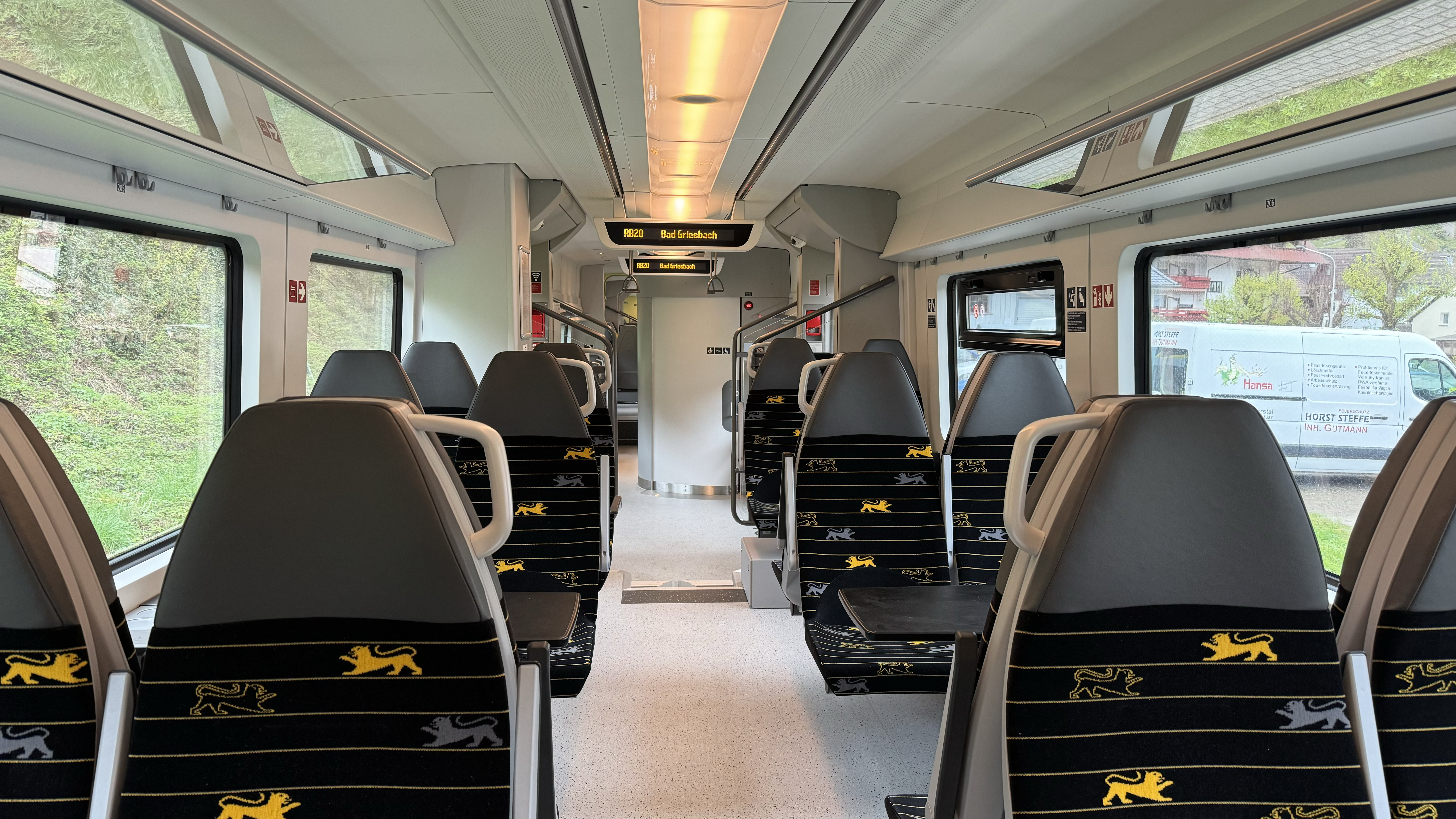
Fahrgastraum Mireo Plus B SWEG

Das Land Baden-Württemberg kündigte im August 2019 an, einen Auftrag über 20 elektrische Triebzüge mit zusätzlichen Traktionsbatterien an Siemens zu vergeben, die die nicht elektrifizierten Abschnitte der Strecken im Ortenau-Netz befahren können. Sie sollten ab Dezember 2023 die dort bisher verkehrenden Dieseltriebwagen ersetzen. Der Start verzögerte sich auf den 8. April 2024. Die Fahrzeuge erbringen jährlich insgesamt eine Laufleistung von rund zwei Millionen Zugkilometern. Nach Abweisung der Klage eines unterlegenen Bieters erfolgte die Bestellung der zweiteiligen Mireo Plus B mit je 120 Sitzplätzen im März 2020. Die Auftragsvergabe mit einem Volumen von 77 Millionen Euro umfasst auch die Energiekosten sowie für 29,5 Jahre die Wartung durch Siemens. Außerdem wurde eine Option zur Nachbestellung von Triebzügen und zu deren Hochrüstung auf ETCS vereinbart.
Für den Einsatz auf der zu reaktivierenden Hermann-Hesse-Bahn zwischen Weil der Stadt und Calw beschloss die Verbandsversammlung des Zweckverbands Hermann-Hesse-Bahn im Mai 2021 eine Beschaffung von drei gleichen Triebzüge über die Landesanstalt Schienenfahrzeuge Baden-Württemberg, die mit ETCS-Ausrüstung bestellt wurden.
2022 wurden vier weitere Einheiten für den Einsatz im Ortenau-Netz nachbestellt.
Mitte 2023 wurde der Verkehrsvertrag für das Netz an die SWEG Südwestdeutsche Landesverkehrs-GmbH vergeben.

### Netz Karlsruhe
Seit Dezember 2022 werden sieben dreiteilige Triebzüge vom Typ Mireo für DB Regio zwischen Karlsruhe und Heidelberg/Mannheim über Bruchsal als Nordbaden-Express eingesetzt. Diese Linie ist ein Teillos des Netzes „Netz 7b EBO“, das vom Land Baden-Württemberg ausgeschrieben wurde. Die Züge sind im Landesdesign der Nahverkehrsgesellschaft Baden-Württemberg in gelb-weiß-schwarz lackiert und verfügen über 200 Sitzplätze.
Die Fahrzeuge gehen ins Eigentum der Landesanstalt Schienenfahrzeuge Baden-Württemberg (SFBW) über und werden während der 13-jährigen Laufzeit des Verkehrsvertrags an DB Regio vermietet.

### Netz Lausitz

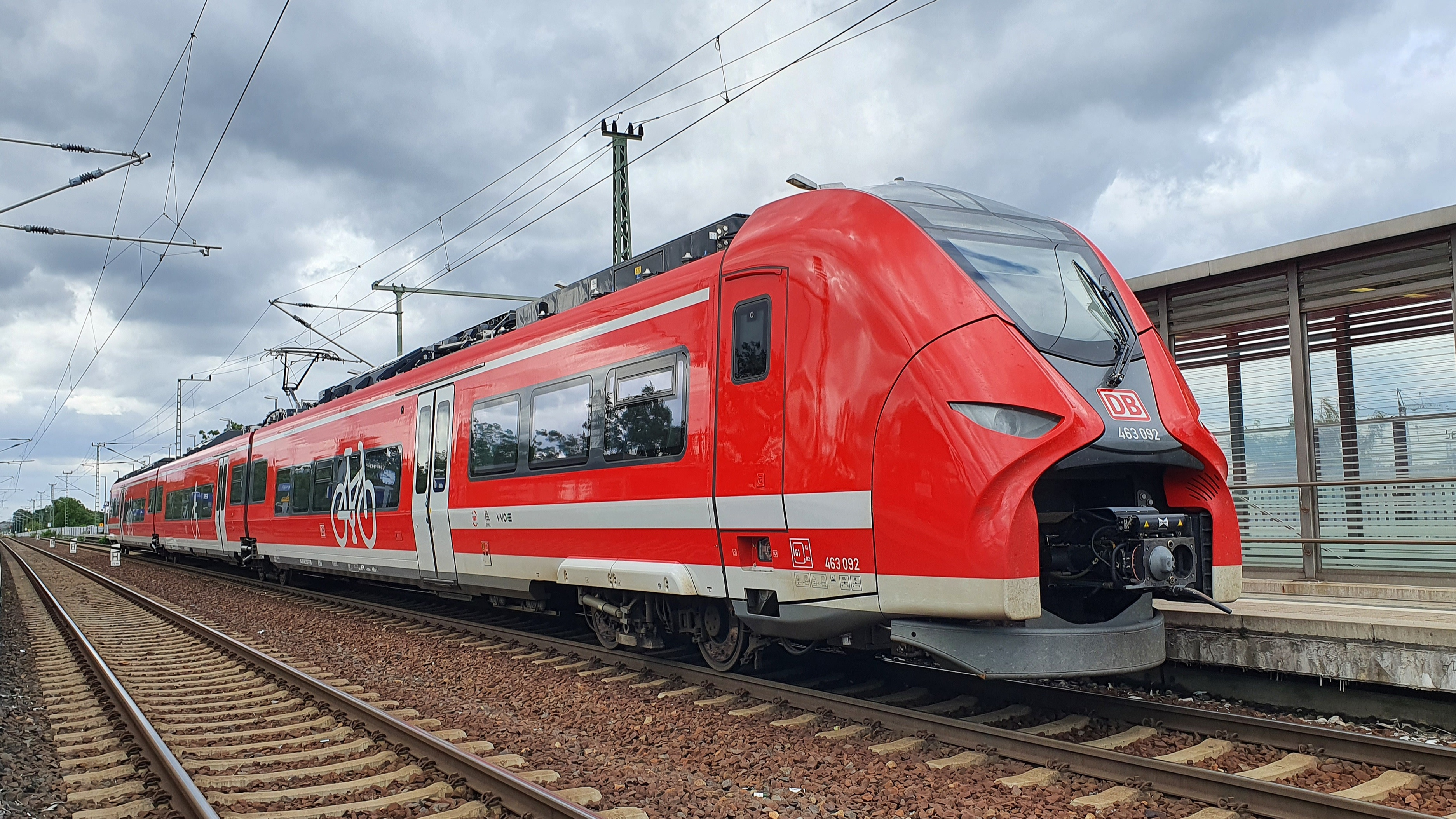
Siemens Mireo DB Regio Nordost

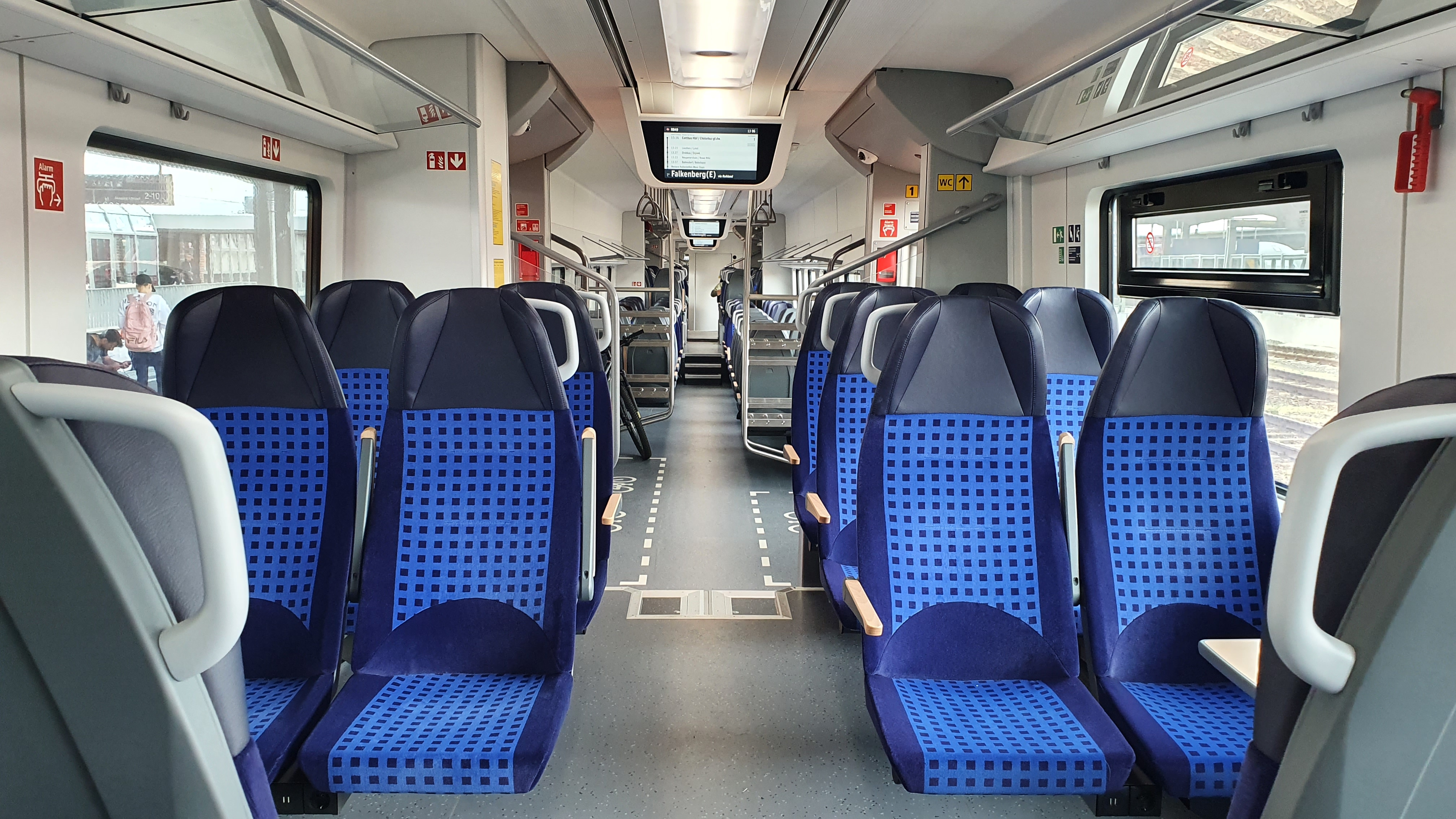
Fahrgastraum Mireo DB Regio Nordost

Seit dem Fahrplanwechsel 2022 setzt DB Regio Nordost im Auftrag des Verkehrsverbunds Berlin-Brandenburg 18 dreiteilige Mireo-Triebzüge ein. Diese bieten jeweils 180 Sitzplätze und stufenfreie Einstiege bei einer Bahnsteighöhe von 550 mm. Als Besonderheit werden induktive Ladestationen an den vis-à-vis-Sitzen angeboten. Im Oktober 2021 wurde bekannt gegeben, dass zwei weitere Mireos bei Siemens bestellt wurden. Damit steigt die Gesamtzahl auf 20 Triebzüge. Auf den folgenden Strecken verkehren die Fahrzeuge:

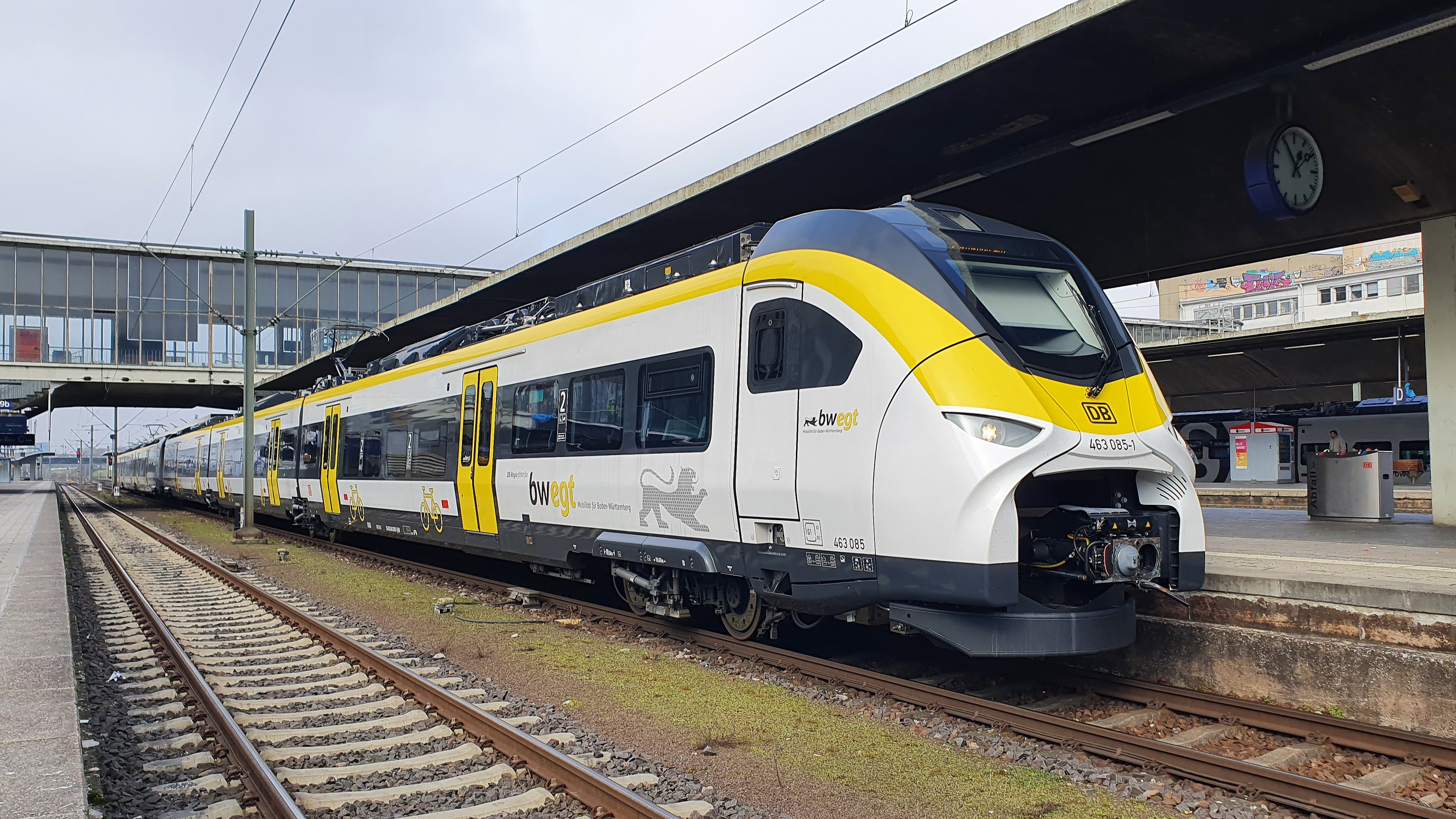
Siemens Mireo DB Regio Mitte Netz 7b

- Siemens Mireo DB Regio Mitte Netz 7bRB 43 Frankfurt (Oder)–Cottbus–Finsterwalde–Falkenberg (Elster)
- RB 49 Cottbus–Ruhland–Elsterwerda-Biehla–Falkenberg (Elster)
- RE 10 Frankfurt (Oder)–Cottbus–Falkenberg (Elster)–Eilenburg–Leipzig Hbf
- RE 11 Hoyerswerda–Ruhland–Falkenberg (Elster)–Eilenburg–Leipzig Hbf
- RE 13 Cottbus–Senftenberg–Elsterwerda
- S 6 Dresden–Priestewitz–Elsterwerda-Biehla (ab 2026)[69]

### Netz Donau-Isar

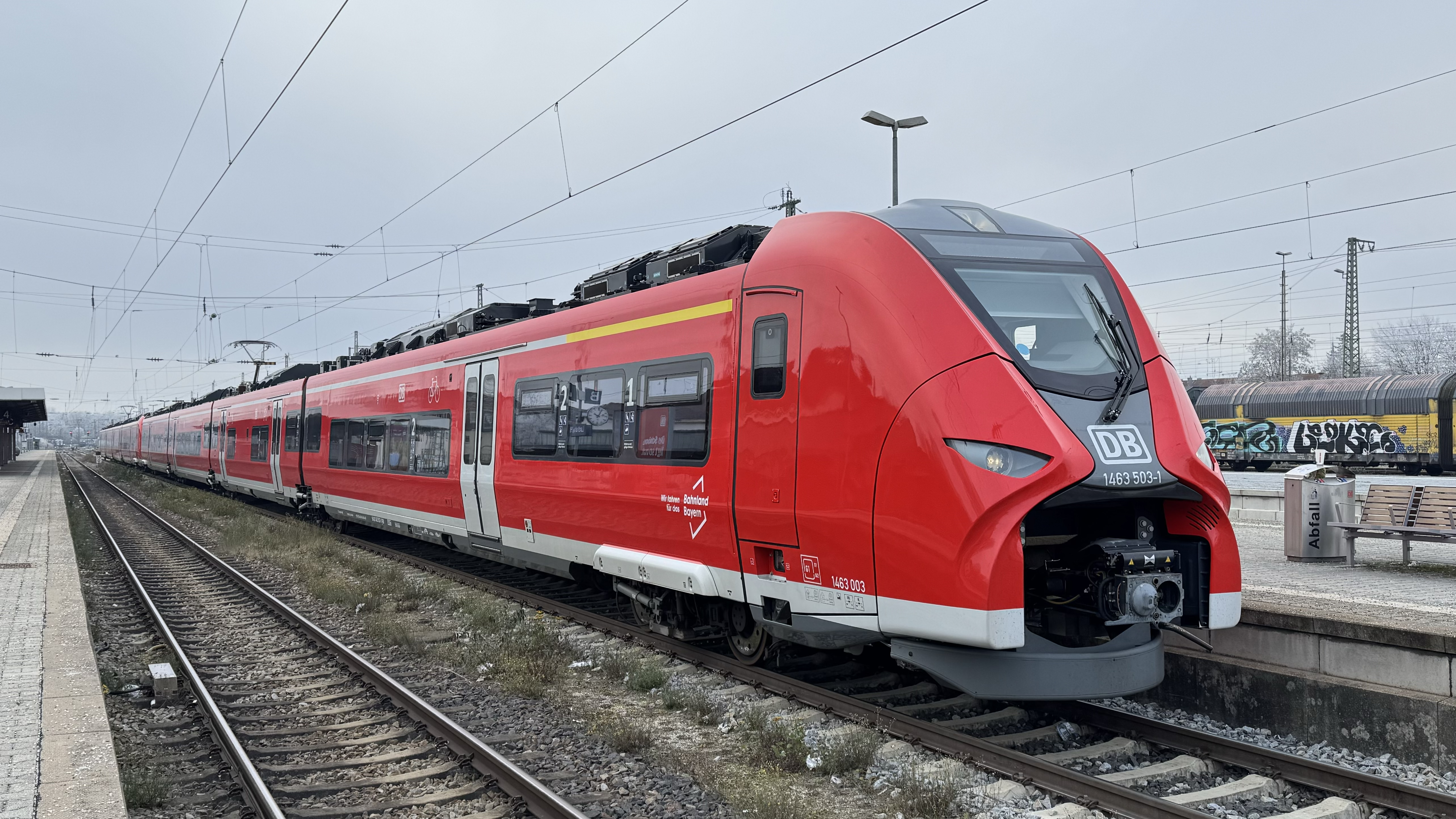
Siemens Mireo DB Regio Bayern

Seit Dezember 2024 setzt DB Regio sechs vierteilige Züge des Typs Siemens Mireo für den Flughafenexpress ein, die auch den Flughafentunnelbahnhof befahren, der nach den Richtlinien für Stadtschnellbahnen gebaut ist und eine Bahnsteighöhe von 960 mm hat. Die Einstiege der Züge sind aufgrund der unterschiedlichen Bahnsteighöhen entlang der Strecke (550, 760 und 960 mm) für eine Bahnsteighöhe von 760 mm über Schienenoberkante optimiert.

### Tübingen–Horb–Pforzheim
Für 2024[veraltet] plant die Deutsche Bahn einen einjährigen Probebetrieb eines zweiteiligen, wasserstoffbetriebenen Triebzugs vom Typ Mireo Plus H zwischen Tübingen, Horb und Pforzheim, den das Ministerium für Verkehr in Baden-Württemberg unterstützt. Der Zug hat eine Antriebsleistung von 1,7 MW für bis zu 1,1 m/s² Beschleunigung und eine Höchstgeschwindigkeit von 160 km/h.

### Netz Regensburg/Donautal

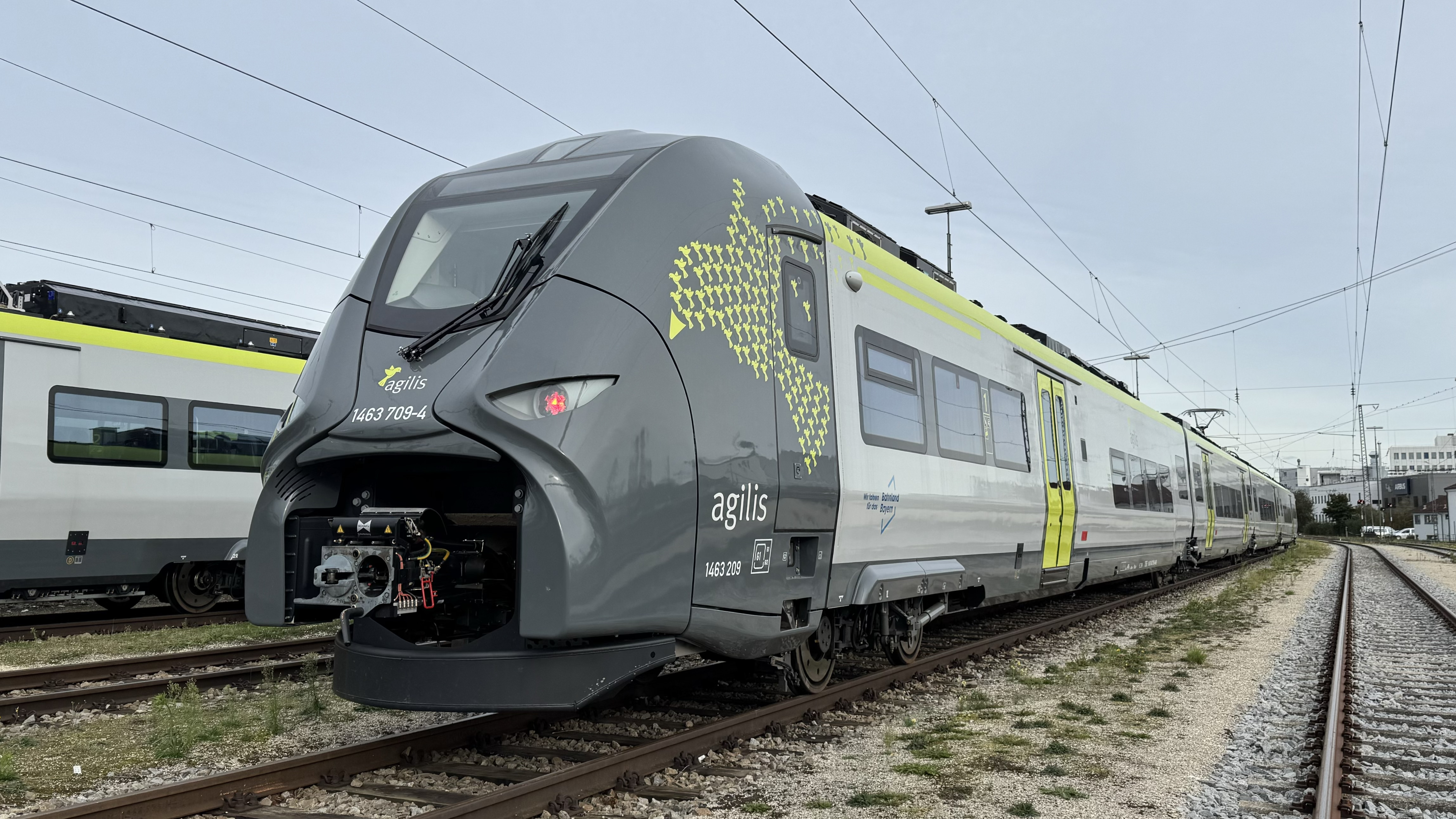
Siemens Mireo Agilis

In der zweiten Betriebsstufe des Netzes Regensburg/Donautal setzt die Agilis Eisenbahngesellschaft seit Dezember 2024 23 vierteilige Siemens Mireo mit einer Einstiegshöhe von 760 mm auf den Linien RE 50 Nürnberg–Plattling und RB 51 Neumarkt–Regensburg ein, die mit WLAN ausgestattet sind.

### Netz Ostbrandenburg
Ab Dezember 2024 bis Mitte 2025 erhält die Niederbarnimer Eisenbahn für das Netz Ostbrandenburg 31 batterieelektrische Siemens Mireo Plus B. Die Triebzüge sind zweiteilig mit je 128 Sitzplätzen und sollen zusätzliche Ausstattungen wie WLAN sowie zwölf Stellplätze für Fahrräder bieten.

### Augsburg–Füssen/Augsburg–Peißenberg
Ein zweiteiliger, wasserstoffbetriebener Triebzug vom Typ Mireo Plus H sollte zunächst ab Mitte 2023 im Rahmen einer vom Freistaat Bayern unterstützten Betriebserprobung unter anderem auf der Strecke Augsburg–Füssen eingesetzt und im Januar 2024 in den Planbetrieb übernommen zu werden, was sich jedoch verzögerte. Der Pilotbetrieb im Netz der Bayerischen Regiobahn (BRB) war auf zunächst 30 Monate angelegt.
Seit dem Fahrplanwechsel im Dezember 2024 findet ein 30-monatiger Probebetrieb mit zwei Einheiten zunächst auf der Strecke Augsburg–Füssen und ab Frühjahr 2025 auch auf der Strecke Augsburg–Peißenberg statt. Die Versorgung mit grünem Wasserstoff erfolgt mittels einer mobilen Wasserstofftankstelle der DB Energie im Betriebswerk Augsburg.

### Heidekrautbahn
Ab Dezember 2024 setzt die Niederbarnimer Eisenbahn auf der Stammstrecke der Heidekrautbahn zwischen Basdorf und Wilhelmsruh sieben Wasserstoff-Brennstoffzellen-Triebzüge (H2-/BZ-Technologie) ein. Der Wasserstoffbetrieb wird mit insgesamt 25 Millionen Euro aus dem Bundesverkehrsministerium gefördert, die an die drei Vorhabenträger Enertrag, Niederbarnimer Eisenbahn und Kreiswerke Barnim fließen. Neben der Beschaffung der Brennstoffzellen-Züge werden auch der Aufbau eines Wasserstoffwerkes und der Bau der Tankanlagen gefördert.

### Westjütland
Die dänische Bahngesellschaft Midtjyske Jernbaner gab am 15. März 2022 bekannt, sieben Mireo Plus B für den Einsatz in der Region Westjütland auf der Lemvigbanen sowie auf der Bahnstrecke zwischen Holstebro und Skjern bestellt zu haben.

### Unterwesterwaldbahn/Oberwesterwaldbahn
Am 7. Februar 2023 gab Siemens Mobility bekannt, dass die Hessische Landesbahn (HLB) für den Einsatz auf den Regionalbahn Linien RB 29 (Limburg (Lahn)–Montabaur–Siershahn) und RB 90 (Limburg (Lahn)–Au (Sieg)–
Siegen) auf der Unterwesterwaldbahn bzw. Oberwesterwaldbahn drei Mireo Plus B bestellt habe. Der Einsatz ist ab Sommer 2025 geplant und soll im Rahmen eines Pilotbetriebes die Eignung von Triebzügen mit alternativen Antrieben auf den topografisch anspruchsvollen Strecken demonstrieren. Der Betrieb soll nach Angaben der HLB jährlich fast 1150 Tonnen Kohlenstoffdioxid einsparen.

### Mitteldeutsches S-Bahn-Netz (MDSB 2025+, MDSB2025BEMU)
Im Juli 2023 gab die Netinera-Tochter Länderbahn den Gewinn des Loses 2 im Vergabeverfahren MDSB2025plus mit etwa 6,1 Mio. Zugkilometern pro Jahr und den Betrieb mit dreiteiligen Mireo-Fahrzeugen mit 150 Sitzplätzen bekannt. Zum Einsatz kommen 41 Einheiten, die von der britischen Firma Rock Rail geleast werden. Auf den Hauptlaststrecken sollen die Fahrzeuge in Doppeltraktion eingesetzt werden.
Das Los 1 der gleichen Ausschreibung konnte DB Regio für sich entscheiden. Auch für diese Linien werden Siemens Mireo von Rock Rail geleast, allerdings 18 vierteilige Einheiten, die nicht in Doppeltraktion eingesetzt werden sollen. Da in der Laufzeit des Verkehrsvertrags vorbehaltlich eines Infrastrukturausbaus eine Angebotsausweitung (Verbindung Leipzig – Merseburg) stattfinden kann, besteht eine Option auf 2 weitere Fahrzeuge.
Für die S-Bahn-Linie S1 von Leipzig über Grimma nach Döbeln werden ebenfalls ab 2026 16 Mireo Plus B zum Einsatz kommen. Die neugegründete ZVNL Schienenfahrzeug GmbH erwirbt diese Fahrzeuge mit Fördermitteln für den Strukturwandel und verpachtet sie an DB Regio, die diese Linie mit einer Leistung von ca. 1,6 Mio. Zugkilometern pro Jahr betreiben wird.

### Ersatzfahrzeuge Baden-Württemberg
Mitte 2023 bestellte das Land Baden-Württemberg 28 dreiteilige Mireo-Fahrzeuge. Sie sollen ab 2025 für zehn Jahre hauptsächlich dafür eingesetzt werden, den Fahrgastbetrieb während der Nachrüstung von Bestandsfahrzeugen mit der Technik der Digitalen Schiene Deutschland aufrechthalten zu können, beginnend im Digitalen Knoten Stuttgart. Die bestellten Mireo-Fahrzeuge werden ab Werk unter anderem mit ATO (im Automatisierungsgrad 2, bis 2028), einer Zugintegritätskontrolle sowie FRMCS (bis 2030) ausgerüstet. Die Züge sollen zwischen November 2025 und April 2026 ausgeliefert werden. Eine Zulassung für Österreich und Grenzstrecken in die Schweiz, u. a. bis Basel SBB, sowie für den Betrieb auf Steilstrecken ist geplant, um die Fahrzeuge flexibel einsetzen zu können. Das Auftragsvolumen liegt, einschließlich 10 bis 30 Jahren Instandhaltung, bei rund 300 Millionen Euro.
Sie bilden die so genannte Ersatzfahrzeugflotte Stufe 2 des Landes Baden-Württemberg.

### Österreichische Bundesbahnen
Siemens erhielt Ende August 2023 von den Österreichischen Bundesbahnen den Zuschlag für einen Rahmenvertrag für bis zu 540 Triebzüge des Typs Mireo mit Auslieferung ab 2028. Der Vertrag hat eine Laufzeit von zehn Jahren und einen Gesamtwert von über fünf Milliarden Euro. Der Einsatz soll im inneralpinen Fernverkehr und im Nahverkehr in mehreren Bundesländern erfolgen. Neben den ÖBB dürfen auch die Graz-Köflacher-Bahn, der CAT und die Südtiroler Transportstrukturen aus dem Rahmenvertrag Züge abrufen. Im Rahmenvertrag sind acht Konfigurationen mit unterschiedlichen Ausstattungen und Längen von ca. 106 und ca. 73 Metern vorgesehen. Alle Wagen laufen im Gegensatz zu allen vorherigen Bestellungen, welche Jakobs-Drehgestelle aufweisen, auf klassischen Drehgestellen.
| Reihe | Anzahl | Länge | Version     | Einsatzbeginn | Auslieferung bis | Sitzplätze | Abruf         |
| ----- | ------ | ----- | ----------- | ------------- | ---------------- | ---------- | ------------- |
| n/a   | 11     | 073 m | Nahverkehr  | Ende 2027     | Ende 2028        | n/a        | 28. Nov. 2023 |
|       | 28     | 105 m | Nahverkehr  | Ende 2027     | Ende 2028        |            | 28. Nov. 2023 |
|       | 31     | 105 m | Fernverkehr | Ende 2027     | Ende 2028        |            | 28. Nov. 2023 |
|       | 25     | 073 m | Nahverkehr  | Ende 2029     | Ende 2028        |            | 30. Dez. 2024 |
|       | 05     | 105 m | Nahverkehr  | Ende 2029     | Ende 2028        |            | 30. Dez. 2024 |

### Linienstern Mühldorf
Im September 2023 wurde bei der Zuschlagerteilung im Vergabeverfahren für den Regionalzugverkehr im Linienstern Mühldorf an die Südostbayernbahn bekanntgegeben, dass auf der Linie RB 42 Mühldorf–Burghausen ab Dezember 2026 barrierefreie Wasserstoff-Neufahrzeuge des Herstellers Siemens zum Einsatz kommen sollen. Es handelt sich dabei um drei Fahrzeuge.

### Smart Train Lease

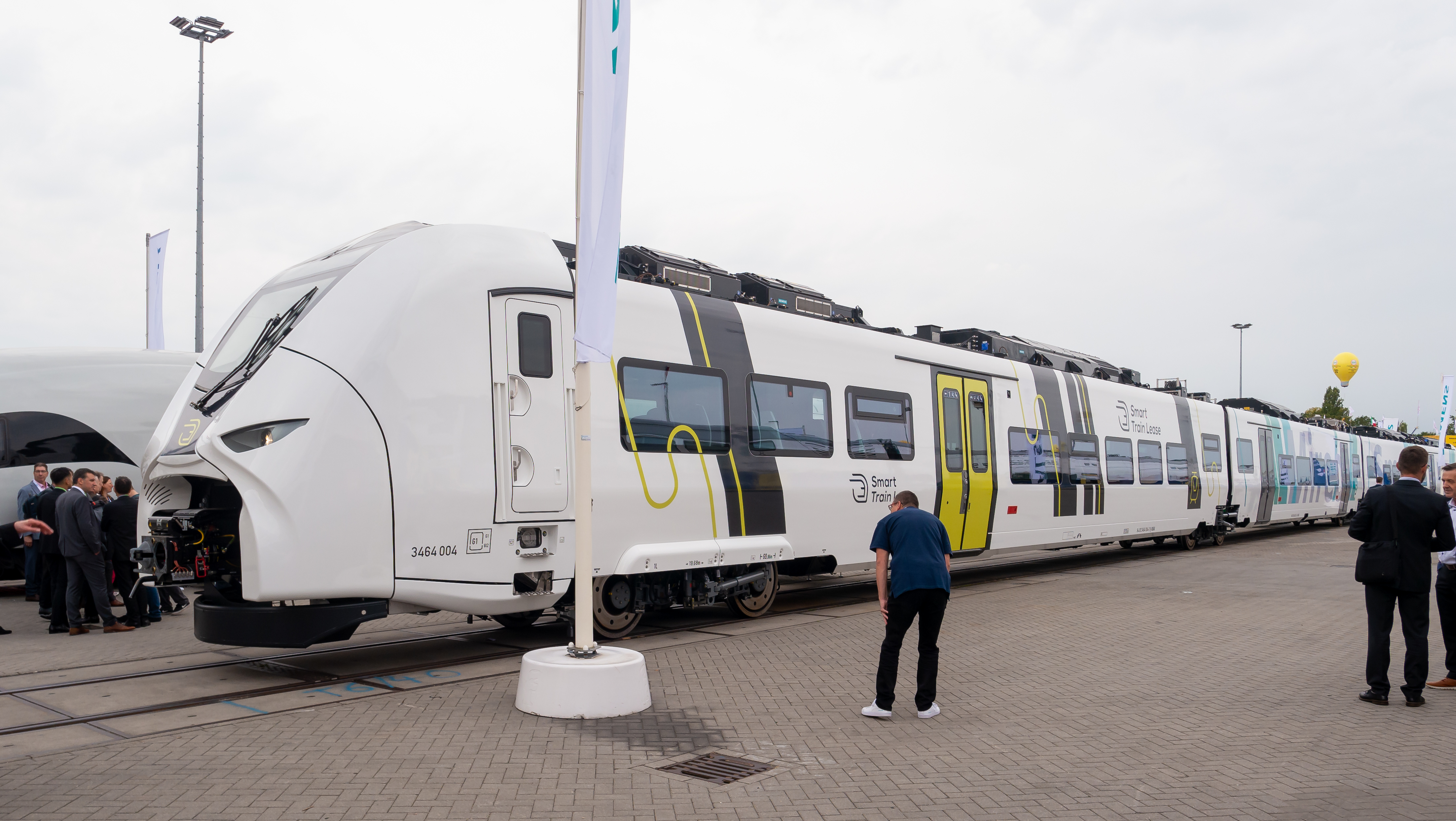
Mireo Smart von Smart Train Lease auf der Innotrans 2024

Im Februar 2024 gab Siemens Mobility die Gründung des Tochterunternehmens „Smart Train Lease GmbH“ bekannt, das auch kurzfristige Vermietungen von Mireo-Smart-Triebzügen zunächst in Deutschland und mittelfristig in weiteren europäischen Staaten anbietet. Dafür soll zunächst für den deutschen Markt ein Bestand von zwölf elektrischen Mireo Smart und zwei Mireo Smart mit Batterie und sechs mit Brennstoffzellen im Zentraldepot von Siemens in Dortmund für die Mireo-Smart-Flotte aufgebaut werden, von denen im Oktober 2024[veraltet] die ersten fünf zur Verfügung stehen sollen. Smart Train Lease rechnete mit Leasing-Dauern von einem bis etwa acht Jahren und Vorlaufzeiten von mehreren Monaten.
Als erster Kunde mietet Tesla gemeinsam mit der Niederbarnimer Eisenbahn zwei batterieelektrische Triebzüge für den Tesla-Shuttle an. Der Einsatzbeginn war Anfang August 2024.
Am 2. Dezember 2024 gaben die Regiobahn und Siemens Mobility die Vermietung von drei Mireo Plus B für 5,5 Jahre ab Sommer 2026 für den Einsatz auf dem Düssel-Wupper-Express (RE 47) bekannt.
Ab dem 15. Juni 2025 bis zum großen Fahrplanwechsel im Dezember 2025 kommen drei Mireo Smart bei der S-Bahn Hannover zum Einsatz, die einen der beiden S6-Umläufe bedienen, die zwischen Hannover Hbf und Celle verkehren.
Ab Dezember 2025 werden drei Mireo Smart an Trans regio für den Einsatz in Netz der Mittelrheinbahn verleast.

### Elektronetz Nord Magdeburg
Am 25. März 2025 gab die Nahverkehrsservice Sachsen-Anhalt den Einsatz von 16 drei- und 19 vierteiligen Siemens Mireo, die außen im neuen Landesdesign gestaltet werden, im Elektronetz Nord Magdeburg durch DB Regio von 2028 bis 2043 bekannt.

## Übersicht
| Einsatzgebiet                                | Betreiber           | Anzahl          | Einsatzbeginn  | Fahrzeugnummern                                                                    | Variante        | Teile      | Länge     | Sitzplätze           |
| -------------------------------------------- | ------------------- | --------------- | -------------- | ---------------------------------------------------------------------------------- | --------------- | ---------- | --------- | -------------------- |
| Rheintal (BaWü Netz 4)                       | DB Regio            | 024             | Juni 2020      | 94 80 0463 001–024                                                                 | Mireo           | dreiteilig | 69 860 mm | 220                  |
| Rheintal (BaWü Netz 4)                       | DB Regio            | 003             | April 2021     | 94 80 0463 082–084                                                                 | Mireo           | dreiteilig | 69 860 mm | 220                  |
| S-Bahn Rhein-Neckar (BaWü Netz 6b)           | DB Regio            | 057             | Dezember 2020  | 94 80 0463 025–081                                                                 | Mireo           | dreiteilig | 69 860 mm | 160 (+40 Klappsitze) |
| Mittelrheinbahn                              | trans regio         | 006             | Dezember 2020  | 94 80 0463 301–306                                                                 | Mireo           | dreiteilig | 69 860 mm | 160 (+40 Klappsitze) |
| Augsburger Netze Los 1                       | Arverio Bayern      | 044             | Dezember 2022  | 94 80 2463 001–044                                                                 | Mireo           | dreiteilig | 69 860 mm | 216                  |
| Karlsruher Netze (BaWü Netz 7b)              | DB Regio            | 007             | Dezember 2022  | 94 80 0463 085–091                                                                 | Mireo           | dreiteilig | 69 860 mm | 200                  |
| Netz Lausitz                                 | DB Regio            | 020             | Dezember 2022  | 94 80 0463 092–111                                                                 | Mireo           | dreiteilig | 69 860 mm | 180                  |
| Ortenau-Netz (BaWü-Netz 8)                   | SWEG                | 020             | April 2024     | 94 80 0563 001–020                                                                 | Mireo Plus B    | zweiteilig | 46 560 mm | 120                  |
| Ortenau-Netz (BaWü-Netz 8)                   | SWEG                | 004             | April 2024     |                                                                                    | Mireo Plus B    | zweiteilig | 46 560 mm | 120                  |
| Hermann-Hesse-Bahn (Teil des Ortenau-Netzes) | SWEG                | 003             | 2025           |                                                                                    | Mireo Plus B    | zweiteilig | 46 560 mm | 120                  |
| Netz Donau-Isar                              | DB Regio            | 006             | Dezember 2024  | 94 80 1463 001–006                                                                 | Mireo           | vierteilig | 89 660 mm | 264                  |
| Tübingen–Horb–Pforzheim                      | Deutsche Bahn       | 001             | 2024 (geplant) | 90 80 0563 001                                                                     | Mireo Plus H    | zweiteilig | 46 560 mm |                      |
| Netz Regensburg/Donautal                     | Agilis E            | 023             | Dezember 2024  | 94 80 1463 201–223                                                                 | Mireo           | vierteilig | 89 660 mm | 216                  |
| Netz Ostbrandenburg                          | NEB                 | 031             | Dezember 2024  | 94 80 0563 031-061                                                                 | Mireo Plus B    | zweiteilig | 46 560 mm | 128                  |
| Augsburg–Füssen                              | BRB                 | 001             | Dezember 2024  | 90 80 0563 002                                                                     | Mireo Plus H    | zweiteilig | 46 560 mm |                      |
| Heidekrautbahn                               | NEB                 | 007             | Dezember 2024  | 90 80 0563 003-009                                                                 | Mireo Plus H    | zweiteilig | 46 560 mm | ca. 140              |
| Westjütland                                  | Midtjyske Jernbaner | 007             | 2024           |                                                                                    | Mireo Plus B    | zweiteilig | 46 560 mm |                      |
| Unterwesterwaldbahn/Oberwesterwaldbahn       | HLB                 | 003             | Juni 2025      | 94 80 0563 801/901-803/903                                                         | Mireo Plus B    | zweiteilig | 46 560 mm | 126                  |
| S-Bahn Mitteldeutschland                     | Die Länderbahn      | 041             | Dezember 2026  | 94 80 0463 401–441                                                                 | Mireo           | dreiteilig | 69 860 mm | 150                  |
| S-Bahn Mitteldeutschland                     | DB Regio            | 018 (+2 Option) | Dezember 2026  | 94 80 1463 007–024                                                                 | Mireo           | vierteilig | 89 660 mm | 200                  |
| S-Bahn Mitteldeutschland                     | DB Regio            | 016             | Dezember 2026  |                                                                                    | Mireo Plus B    | zweiteilig | 46 560 mm | 100                  |
| Baden-Württemberg                            |                     | 028             | 2025/2026      |                                                                                    | Mireo           | dreiteilig | 69 860 mm | 218                  |
| Österreich                                   | ÖBB                 | 036 (NV)        | Ende 2027      |                                                                                    | Mireo ÖBB       | dreiteilig | 73 m      |                      |
| Österreich                                   | ÖBB                 | 033 (NV)        | Ende 2027      |                                                                                    | Mireo ÖBB       | vierteilig | 105 m     |                      |
| Österreich                                   | ÖBB                 | 031 (FV)        | Ende 2027      |                                                                                    | Mireo ÖBB       | vierteilig | 105 m     |                      |
| Mühldorf–Burghausen                          | Südostbayernbahn    | 003             | Dezember 2026  |                                                                                    | Mireo Plus H    | zweiteilig | 46 560 mm |                      |
| Leasing                                      | Smart Train Lease   | 60              | Oktober 2024   |                                                                                    | Mireo Smart     | dreiteilig | 69 860 mm | 214                  |
| Leasing                                      | Smart Train Lease   | 60              | Oktober 2024   | 3 Züge sollen auf der Linie RE 47 der Regio-Bahn ab Sommer 2026 eingesetzt werden. | Mireo Smart (B) | zweiteilig |           |                      |
| Leasing                                      | Smart Train Lease   | 000             | Oktober 2024   |                                                                                    | Mireo Smart (H) | zweiteilig |           |                      |
| Elektronetz Nord Magdeburg                   | DB Regio            | 016             | Dezember 2028  |                                                                                    | Mireo           | dreiteilig | 69 860 mm |                      |
| Elektronetz Nord Magdeburg                   | DB Regio            | 019             | Dezember 2028  |                                                                                    | Mireo           | vierteilig | 89 660 mm |                      |
| Gesamt                                       | Gesamt              | 529             |                |                                                                                    |                 |            |           |                      |